# グラント・シットン
グラント・サットン（Grant Sitton、1993年4月27日 - ）は、アメリカのプロバスケットボール選手。身長は2.06 m (6 ft 9 in)であり、通常パワーフォワードとしてプレーする。

## 大学での経歴
2013–14年シーズンにクラカマス・コミュニティ・カレッジ、2014年から2017年までビクトリア大学で大学バスケをプレーした。2015–16年シーズンでは、1ゲームの平均14.4得点、4.9リバウンドを記録し、フリースロー成功率は82.7%であった。2014–15年シーズンにはビクトリア大学をCanWestチャンピオンシップとCISファイナル8トーナメントの準決勝に導いた。

## プロとしての経歴
2017年にスロバキアのプリエヴィドザと初のプロ契約を結んだ。スロバキア・バスケットボールリーグで37試合に出場し、試合平均14.2得点、4.8リバウンドを記録した。
2018年7月19日にオランダ・バスケットボールリーグ(DBL)のディフェンディングチャンピオンであるドナーと1年契約を結んだ。ドナーでは、FIBAヨーロッパカップでベスト16に進出した。DBLではチームは準優勝した。
2019年7月23日にドイツのProAのロストック・シーウルヴズと1年契約を結んだ。
2021年7月19日にパンサーズ・シュウェニンゲンと契約した。
2023年6月19日にBリーグの横浜エクセレンスと契約した。
2024年5月28日にBリーグのさいたまブロンコスと契約した。